# Habropoda depressa
Habropoda depressa là một loài Hymenoptera trong họ Apidae. Loài này được Fowler mô tả khoa học năm 1899.